# Alexandre Boukharov (acteur)
Pour les articles homonymes, voir Boukharov et Aleksandr Boukharov.
Alexandre Sergueïevitch Boukharov (en russe : Александр Сергеевич Бухаров), né le 10 février 1975 à Labinsk (RSFS de Russie, Union soviétique), est un comédien russe de cinéma et de théâtre.

## Biographie
Alexandre Boukharov naît en 1975 à Labinsk dans le kraï de Krasnodar. Son père est maçon et sa mère, infirmière. Il passe son enfance à Irkoutsk,.
Il reconnaît qu'il étudiait mal à l'école et préférait parfois les bagarres de rue. Il désire entrer dans une école technique professionnelle pour devenir carreleur, mais décide d'entrer au dernier moment à l'école d'art dramatique d'Irkoutsk dont il sort diplômé en 1994. Il décide ensuite d'aller à Moscou pour poursuivre des études supérieures,,,.
Il termine en 1998 l'Institut national de la cinématographie (VGIK) (classes d'Evgueni Kindinov et Mikhaïl Lobanov), après quoi il est pris dans la troupe du Théâtre dramatique Djigarkhanian de Moscou.
Il commence sa carrière cinématographique dans des rôles épisodiques. Son premier rôle d'importance est dans le film de Nikolaï Lebedev, Wolfhound, l'ultime guerrier («Волкодав из рода Серых Псов», 2006). Pour ce rôle de combattant (surnommé Chien-loup), Boukharov s'entraîne au sport et perd du poids. Le film est mal reçu par la critique, bien qu'il soit devenu le film russe le plus rentable de l'année 2007. Après cela, la carrière de Boukharov au cinéma prend de l'essor, surtout dans des films d'aventure, comme Fantassins, seuls en première ligne («Слуга государев», 2007) et Messieurs les officiers, sauvez l'empereur («Господа офицеры: Спасти императора», 2008).
On le voit aussi dans des films tels que Factory («Завод») de Youri Bykov et Lev Iachine, le gardien de but de mes rêves («Лев Яшин. Вратарь моей мечты»).
Il est marié avec l'actrice Elena Medvedeva et le couple a un garçon, Dmitri.

## Théâtre
- 1998 : Le Revizor d'après Gogol
- 2000 : Le Cœur n'est pas une pierre d'Ostrovski
- 2001 : Безумный день, или Женитьба Фигаро (Folle journée ou Le Mariage de Figaro) de Beaumarchais
- 2001 : Закрой глазки — расскажу тебе сказки (Ferme les yeux - je te raconterai une histoire) de Lioudmila Razoumovskaïa
- 2002 : Три сестры (Les Trois Sœurs)  de Tchekhov
- 2003 : Пороховая бочка (La Poudrière) de Doukovsky

## Filmographie
- 2018 : Factory de Youri Bykov

2009
- Khozyaïka taïgui
- Fonogramma strasti
- Chalnoy anguel (TV)

2008
- Kazaki-razboïniki (TV)
- Iskyss
- Afganskiy prizrak (TV) (Le Fantôme afghan)
- Gospoda ofitsery (Spasti imperatora)

2007
- Vaktsina (TV)
- Fantassins, seuls en première ligne (Slouga Gossoudarev) : Grigory Voronov
- Wolfhound, l'ultime guerrier

2006
- Molodoï Volkodav (TV)

2003
- Boumer
- Feïerverk (Le Feu d'artifice)
- Passajir bez bagaja (TV) (Le Passager sans bagage)

2002
- Doroga
- Lednikovyy period (TV)

2001
- Lvinaya dolya

## Récompense
- MTV Movie Awards du meilleur combat en 2007 pour Wolfhound, l'ultime guerrier.